# تپه اسماعیل‌آباد شورقلعه
تپه اسماعیل‌آباد شورقلعه مربوط به سدهٔ ۵ تا ۹ ه.ق است و در شهرستان ساوجبلاغ، روستای اسماعیل‌آباد شورقلعهٔ پائین واقع شده و این اثر در تاریخ ۲ بهمن ۱۳۸۲ با شمارهٔ ثبت ۱۰۸۳۲ به‌عنوان یکی از آثار ملی ایران به ثبت رسیده است.